# Universidade Americana de Beirute
A Universidade Americana de Beirute (em árabe: الجامعة الأميركية في بيروت; em inglês: American University of Beirut ou, abreviadamente, AUB  ) é uma universidade privada, secular e independente, localizada em Beirute, Líbano.
É universidade nº 1 do país, sendo classificada no 822º lugar no mundo, segundo o Webometrics Ranking of World Universities.
Tem um orçamento operacional de 300 milhões de dólares, com uma dotação de aproximadamente 500 milhões de dólares.  O campus é composto por 64 edifícios, incluindo o Centro Médico (anteriormente conhecido como Hospital Universitário Americano), com 420 leitos; cinco bibliotecas, três museus e sete dormitórios.